# Scott Neyedli
Scott Neyedli (* 16. Juni 1978 in Aberdeen) ist ein ehemaliger britischer Triathlet und Ironman-Sieger (2007, 2013).

## Werdegang
Scott Neyedli startete seit 2004 bei Triathlon-Bewerben und er wurde 2006 in den Niederlanden Europameister bei den Amateuren auf der Langdistanz in der Altersklasse M25–29.
Seit 2007 war er als Triathlon-Profi aktiv und startete vorwiegend auf der Langdistanz.
Er war bis 2009 Mitglied des Commerzbank Triathlon Teams. 2011 wurde er Neunter bei der Weltmeisterschaft auf der Triathlon-Langdistanz.
Im September 2013 gewann er mit dem Ironman Wales sein zweites Ironman-Rennen. Seit 2013 tritt er nicht mehr international in Erscheinung. Scott Neyedli lebt in seinem Geburtsort Aberdeen.

## Sportliche Erfolge
| Datum/Jahr    | Rang | Wettbewerb             | Austragungsort  | Zeit     | Bemerkung |
| ------------- | ---- | ---------------------- | --------------- | -------- | --------- |
| 20. März 2011 | 8    | Ironman 70.3 Singapore | Singapur        | 03:58:25 | [ 1 ]     |
| 15. Juni 2008 | 8    | UK Ironman 70.3        | Wimbleball Lake | 04:36:16 |           |

| Datum/Jahr    | Rang | Wettbewerb                                               | Austragungsort    | Zeit     | Bemerkung |
| ------------- | ---- | -------------------------------------------------------- | ----------------- | -------- | --- |
| 8. Sep. 2013  | 1    | Ironman Wales                                            | Pembrokeshire     | 09:09:10 | |
| 16. Sep. 2012 | 5    | Challenge Henley-on-Thames                               | Henley-on-Thames  | 08:44:37 | |
| 20. Nov. 2011 | 11   | Ironman Arizona                                          | Tempe             | 08:29:03 | |
| 5. Nov. 2011  | 9    | ITU Long Distance Triathlon World Championships          | Henderson         | 05:17:22 | Weltmeisterschaft auf der Triathlon-Langdistanz (4 km Schwimmen, 120 km Radfahren und 30 km Laufen)                                                            |
| 5. Dez. 2010  | 7    | Ironman Western Australia                                | Busselton         | 08:34:45 | |
| 29. Aug. 2010 | 6    | Ironman Canada                                           | Penticton         | 08:41:36 | |
| 28. März 2010 | 2    | Ironman Australia                                        | Port Macquarie    | 08:27:58 | |
| 5. Dez. 2009  | 2    | Ironman Western Australia                                | Busselton         | 08:17:47 | zweiter Rang hinter dem Franzosen Patrick Vernay mit neuer persönlicher Bestzeit auf der Langdistanz (3,86 km Schwimmen, 180,2 km Radfahren, 42,195 km Laufen) |
| 10. Okt. 2009 | DNF  | Ironman Hawaii                                           | Hawaii            |          | |
| 23. Mai 2009  | 6    | Ironman Lanzarote                                        | Puerto del Carmen | 09:04:29 | [ 2 ] |
| 2008          | 2    | Ironman UK                                               | Sherborne         | 09:04:30 | zweiter Rang hinter Stephen Bayliss |
| 2008          | 10   | Ironman New Zealand                                      | Taupō             | 09:00:17 | |
| 11. Okt. 2008 | 33   | Ironman Hawaii                                           | Hawaii            | 09:04:48 | |
| 19. Aug. 2007 | 1    | Ironman UK                                               | Sherborne         | 08:35:53 | Sieg mit neuem Streckenrekord |
| 2007          | 7    | Ironman South Africa                                     | Port Elizabeth    | 09:20:43 | Scott Neyedli erreichte den 7. Rang bei seinem ersten Start als Profi.                                                                                         |
| 21. Okt. 2006 | 47   | Ironman Hawaii                                           | Hawaii            | 09:00:01 | 3. Rang, M25–29 bei den Amateuren |
| 2. Juli 2006  |      | Ironman Switzerland                                      | Zürich            |          | 12. Rang bei den Amateuren M25–29 |
| 26. Aug. 2006 | 1    | ETU Long Distance Triathlon European Championship M25–29 | Almere            | 06:01:54 | 1. Rang bei den Amateuren in der Altersklasse M25–29 |

(DNF – Did Not Finish)